# کرسیکا (داکوتای جنوبی)
کرسیکا(به انگلیسی: Corsica) شهری در ایالت داکوتای جنوبی کشور ایالات متحده آمریکا است که جمعیت آن در سرشماری سال ۲۰۱۰ میلادی، ۵۹۲ نفر بوده‌است.